# Seyweiler
Seyweiler est un écart de la commune allemande de Gersheim dans l'arrondissement de Sarre-Palatinat en Sarre.
Jusqu'au 1er janvier 1974, le village était une commune indépendante de l'arrondissement de Hombourg.

## Géographie

### Localisation
Seyweiler se situe au sud de la région naturelle du Bliesgau et du Palatinat sarrois.

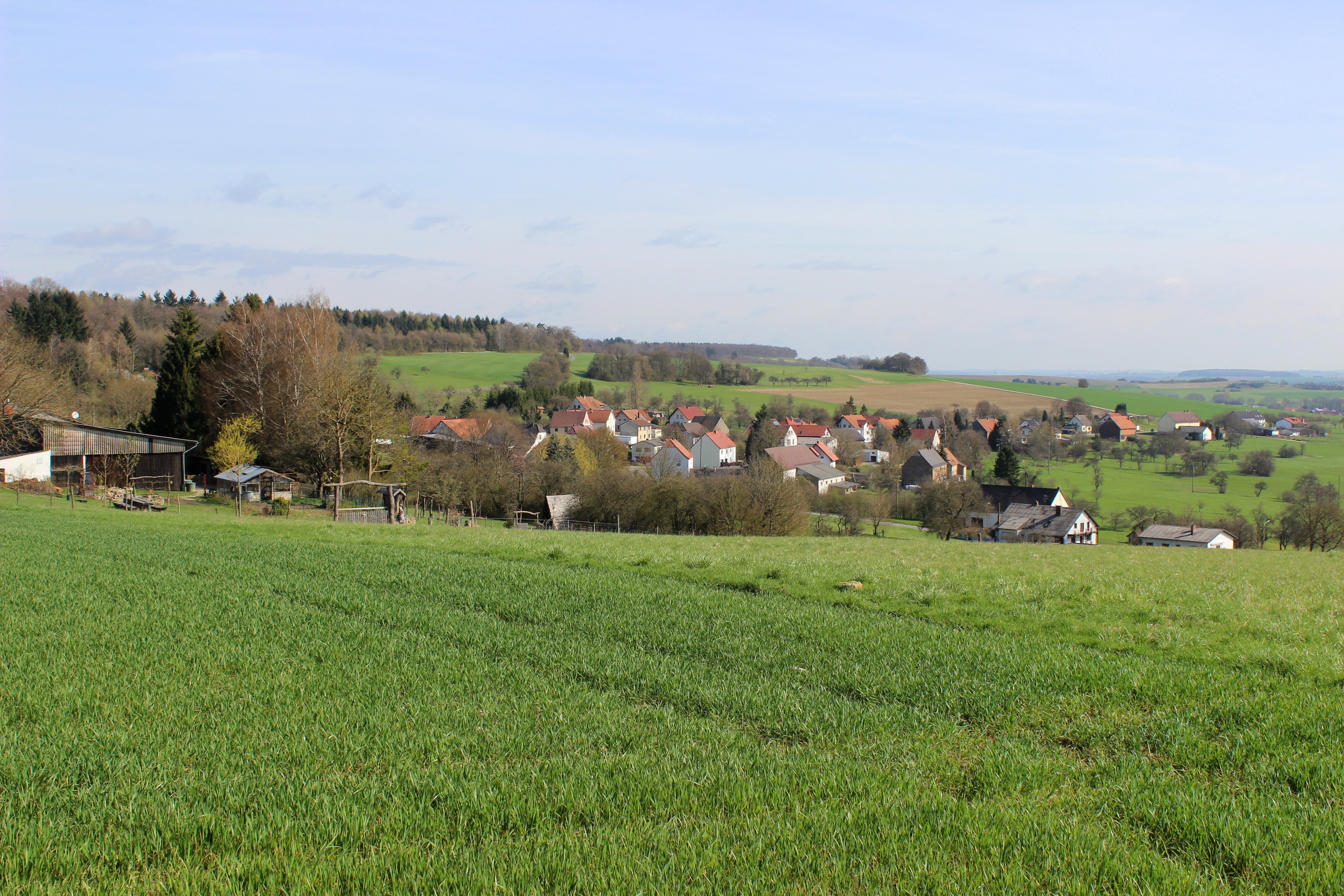
Vue générale du village.

## Toponymie
D'un nom de chef germanique, Sibo, et de l'allemand Weiler, « hameau ».

## Histoire
Le village est mentionné pour la première fois en 1307 comme dépendance de Medelsheim.
Ancienne commune indépendante, Seyweiler est incorporé à Gersheim le 1er janvier 1974. Depuis cette date, le village est associé à Medelsheim au sein d'un district.